# زنبق رشتی (سرده)
سوسن یک‌روزه نامی غیرعلمی یک گونه پیوندی و کولتیوار است که به سرده‌ای با نام همروکالیس اطلاق می‌شود. گل‌های کولتیوار سوسن یک‌روزه دارای رنگ‌ها و شکل‌های بسیار متنوعی هستند که نتیجه فعالیت‌های اصلاحی فراوان علاقه‌مندان به باغبانی و پیوندزنان حرفه‌ای است که تاکنون صدها گونه کولتیوار مختلف توسط انجمن‌های بین‌المللی و محلی به ثبت رسیده‌است. سوسن یک‌روزه اکنون در تیره Xanthorrhoeaceae رتبه‌بندی می‌شود، اما در گذشته بخشی از سوسنیان محسوب می‌شد.